# Deutsches Traber-Derby
Deutsches Traber-Derby är en årlig travtävling på Trabrennbahn Mariendorf i Berlin i Tyskland. Fram till 2021 kördes loppet för treåriga tyskfödda varmblodiga travhästar, men från 2022 körs loppet för fyraåringar. Finalen går av stapeln i augusti varje år och körs över 1900 meter med autostart. Det är ett Grupp 1-lopp, det vill säga ett lopp av högsta internationella klass.
Deutsches Traber-Derby är ett insatslopp som hästens ägare betalar in till. Den samlade prissumman är ca 190 000 euro, varav förstapris är ca hälften.
De kuskar som vunnit loppet flest gånger är Johannes Frömming och Robert Grossmann som lyckats vinna loppet elva gånger var.

## Vinnare
| År   | Häst               | Efter            | Kusk             | Tränare            | Tid    |
| ---- | ------------------ | ---------------- | ---------------- | ------------------ | ------ |
| 2023 | Schampus           | Propulsion       | Josef Franzl     | Josef Franzl       | 1.11,4 |
| 2022 | Days Of Thunder    | S.J.'s Caviar    | Thorsten Tietz   | Robert Gramüller   | 1.12,0 |
| 2021 | Lorens Flevo       | S.J.'s Caviar    | Micha Brouwer    | Paul J. Hagoort    | 1.13,1 |
| 2020 | Wild West Diamant  | Muscle Hill      | Robin Bakker     | Paul J. Hagoort    | 1.12,1 |
| 2019 | Velten von Flevo   | Ganymede         | Rick Ebbinge     | Jeroen Engwerda    | 1.12,9 |
| 2018 | Mister F Daag      | Conway Hall      | Robin Bakker     | Paul J. Hagoort    | 1.12,3 |
| 2017 | Tsunami Diamant    | Gustav Diamant   | Robin Bakker     | Paul J. Hagoort    | 1.12,6 |
| 2016 | Muscle Scott       | Muscle Mass      | Robin Bakker     | Paul J. Hagoort    | 1.12,5 |
| 2015 | Ferrari Kievitshof | Credit Winner    | Robin Bakker     | Paul J. Hagoort    | 1.12,7 |
| 2014 | Expo Express       | Expo Bi          | Arnold Mollema   | Arnold Mollema     | 1.15,1 |
| 2013 | Tiger Woods As     | Quick Wood       | Robin Bakker     | Paul J. Hagoort    | 1.14,3 |
| 2012 | Dream Magic Be     | Dream Vacation   | Josef Franzl     | Josef Franzl       | 1.14,2 |
| 2011 | Lobell Countess    | Abano As         | Peter Strooper   | Peter Strooper     | 1.15,1 |
| 2010 | Unikum             | Allison Hollow   | Heinz Wewering   | Markku Neiminen    | 1.15,2 |
| 2009 | Zar As             | Abano As         | Roland Hülskath  | Paul J. Hagoort    | 1.14,6 |
| 2008 | Nu Pagadi          | Love You         | Thomas Panschow  | Willi Rode         | 1.14,6 |
| 2007 | Lotis Photo        | S.J.'s Photo     | Peter Strooper   | Henk Grift         | 1.15,4 |
| 2006 | Russel November    | General November | Hugo Langeweg Jr | Wim Hauber         | 1.13,6 |
| 2005 | Unforgettable      | Diamond Way      | Arnold Mollema   | Arnold Mollema     | 1.14,4 |
| 2004 | Ambassador As      | Dylan Lobell     | Roland Hülskath  | Cees Kamminga      | 1.14,0 |
| 2003 | Nelson November    | Coktail Jet      | Michael Schmid   | Gerhard Holtermann | 1.13,9 |
| 2002 | Lets Go            | Aristote         | Gerhard Biendl   | Gerhard Biendl     | 1.14,3 |
| 2001 | Oscar Schindler Sl | Bosphorus        | Heinz Wewering   | Heinz Wewering     | 1.13,6 |
| 2000 | Abano As           | Dylan Lobell     | Peter Strooper   | Peter Strooper     | 1.13,3 |
| 1999 | German Titan       | Titan Way        | Oliver Wewering  | Heinz Wewering     | 1.14,1 |
| 1998 | Felix Santana      | Quito de Talonay | Hennie Grift     | Hennie Grift       | 1.16,0 |
| 1997 | Gringo             | Chergon          | Heinz Wewering   | Bruno Schütz       | 1.15,7 |
| 1996 | General November   | Valley Victory   | Rolf Dautzenberg | Peter Rau          | 1.15,3 |